# Giornata della vittoria sul Giappone
La Giornata della vittoria sul Giappone (conosciuta nei paesi anglofoni come Victory over Japan Day o con la sigla V-J Day, od anche come Victory in the Pacific Day o V-P Day) è il nome utilizzato in alcuni paesi per ricordare il giorno della resa del Giappone e quindi la fine effettiva della Seconda guerra mondiale.

## Commemorazione

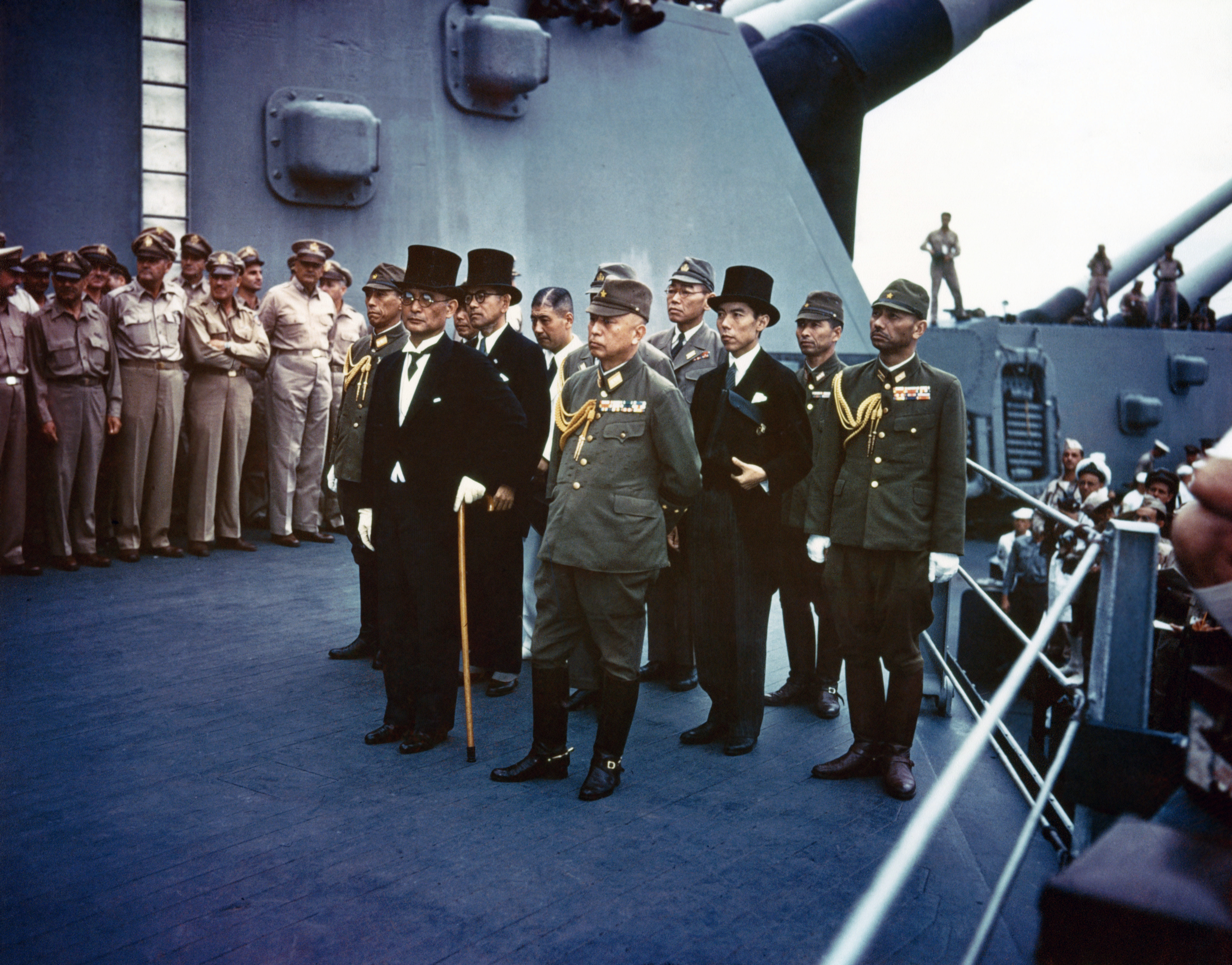
La rappresentativa giapponese a bordo della USS Missouri all'atto della firma della resa.

Il termine è stato utilizzato sia per il giorno in cui è stato dato l'annuncio della resa giapponese, nel pomeriggio del 15 agosto 1945 (14 agosto negli USA), come pure per la data della cerimonia ufficiale della resa tenutasi nella baia di Tokyo, a bordo della corazzata USS Missouri, il 2 settembre 1945.
In Giappone, il giorno è di solito noto come Shuusen-kinenbi, che significa letteralmente il "giorno della memoria per la fine della guerra"; tuttavia il nome ufficiale utilizzato per la commemorazione è "giorno di lutto per la guerra di morti e di preghiera per pace". Il nome ufficiale è stato adottato nel 1982 con un decreto emesso dal governo giapponese. La giornata è festeggiata come "Festa della Liberazione" in Corea ed in alcune altre nazioni.

## La resa

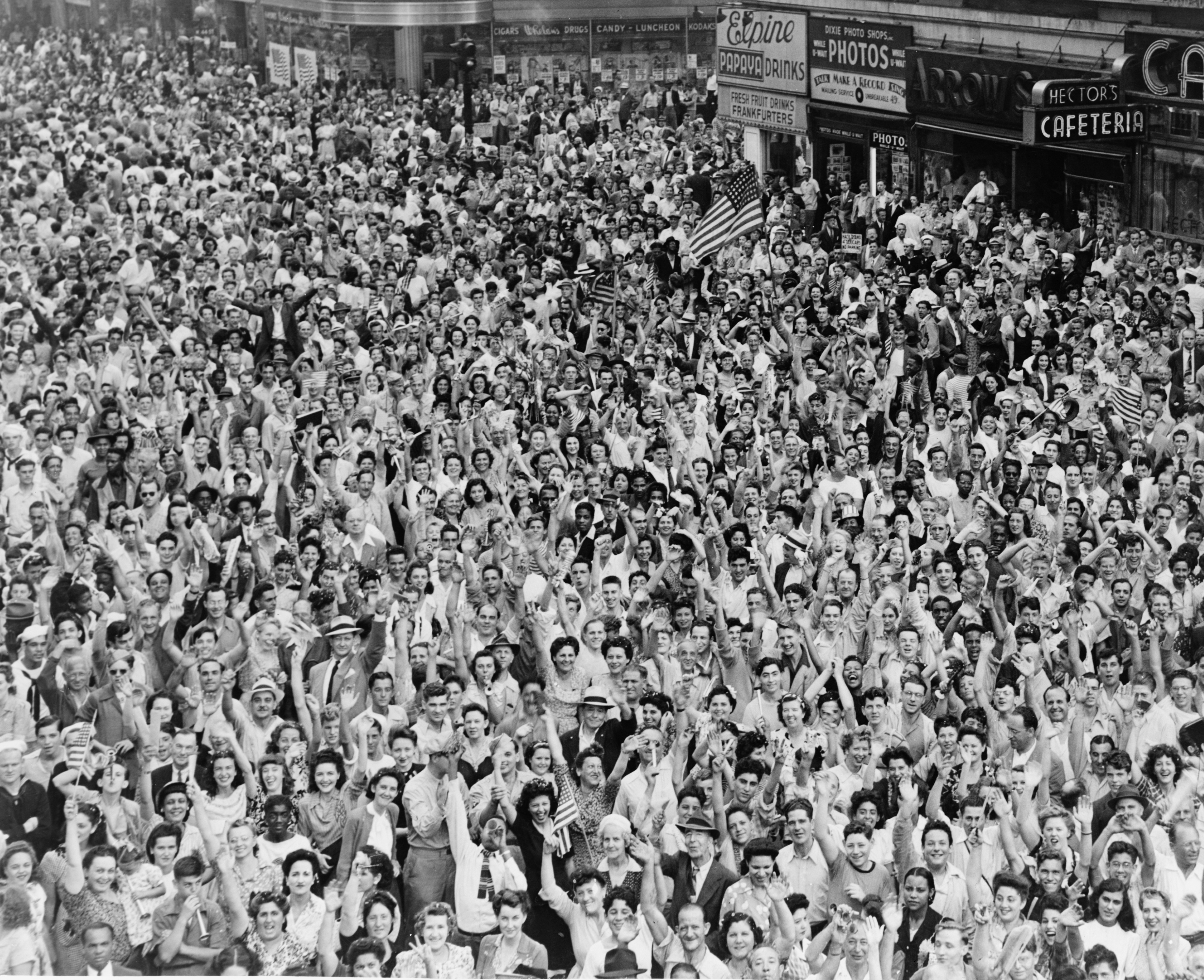
Folla che celebra il V-J Day a Times Square il 14 agosto 1945

Poco dopo mezzogiorno (ora giapponese) del 15 agosto 1945, dallo stesso imperatore Hirohito, fu trasmesso al popolo giapponese via radio l'annuncio dell'accettazione dei termini della dichiarazione di Potsdam. Lo stesso giorno, in precedenza, il governo giapponese annunciò su Radio Tokyo che "l'accettazione della Proclamazione di Potsdam sarebbe giunta a breve", informando gli alleati con l'invio di un telegramma indirizzato al presidente statunitense Harry Truman affidato alla rappresentanza diplomatica svizzera a Washington. Nelle giornate seguenti alcuni soldati giapponesi, devastati dalla notizia della resa, si suicidarono e oltre 100 prigionieri di guerra americani furono giustiziati. Molti prigionieri di guerra australiani e britannici furono giustiziati illegalmente nel Borneo, sia a Ranau che a Sandakan, dall'esercito imperiale giapponese.
Siccome il Giappone è stata l'ultima potenza dell'Asse ad arrendersi, il giorno della celebrazione della vittoria sul Giappone segna la fine ufficiale della seconda guerra mondiale, seguendo di quasi tre mesi il giorno della celebrazione della vittoria in Europa. La firma ufficiale dei termini della resa ebbe luogo a bordo della corazzata USS Missouri nella baia di Tokyo il 2 settembre 1945, ed in quel momento Truman dichiarò il 2 settembre V-J Day. In Australia e nella maggior parte delle altre nazioni alleate, fu utilizzato fin dall'inizio il termine V-P Day. Il Canberra Times del 14 agosto 1945 si riferisce alle celebrazioni per il VP Day, e nello stesso anno fu istituito dal governo un giorno festivo per il VP Day in accordo con l'Australian War Memorial.

## Cronologia degli eventi
- 18 marzo-23 giugno 1945: battaglia di Okinawa. Il bilancio fu di oltre 85.000 vittime fra i militari degli Stati Uniti, e di oltre 140.000 fra i giapponesi. Circa un quarto della popolazione civile giapponese muore durante l'invasione, spesso in suicidi di massa organizzati dall'Esercito imperiale giapponese.
- 26 luglio: dichiarazione di Potsdam. Truman intima al Giappone: "arrendetevi o subirete la distruzione totale e rapida".
- 29 luglio: il Giappone respinge la dichiarazione di Potsdam.
- 2 agosto: la conferenza di Potsdam finisce.
- 6 agosto: una bomba atomica, "Little Boy" (ragazzino), viene lanciata su Hiroshima.
- 8 agosto: l'Unione Sovietica dichiara guerra al Giappone, inizia l'operazione "Tempesta d'Agosto".
- 9 agosto: Un'altra bomba atomica, "Fat Man" (grassone), viene sganciata su Nagasaki.
- 15 agosto: il Giappone si arrende. La data passa alla storia come "V-J Day" o "V-P Day" e descritta come tale dai giornali degli: Stati Uniti, Regno Unito, Australia, Nuova Zelanda e Canada.
- 2 settembre: cerimonia di resa ufficiale, il presidente Truman dichiara ufficialmente il 2 settembre "V-J Day".

Se la guerra non fosse terminata con le atomiche, i piani alleati prevedevano due operazioni:
- 1º novembre: scatta l'operazione Olympic, le forze alleate invadono Kyūshū.
- 1º marzo 1946: scatta l'operazione Coronet, le forze alleate invadono Honshū.

## Commemorazioni

### Cina
In Cina, la Giornata della vittoria sul Giappone è ufficialmente conosciuta come il Giorno della vittoria del popolo cinese nella guerra antigiapponese e del mondo nella guerra antifascista. La ricorrenza riveste un ruolo molto importante, tanto da essere commemorata, nel 2015, con un'importante parata militare in viale Chang'an a Pechino, ossia la parata del 70º anniversario della fine della seconda guerra sino-giapponese.

### Corea
Il VJ Day è celebrato come "Giorno della Liberazione" in entrambe le Coree, poiché le condizioni della resa incondizionata del Giappone includevano la fine dell'occupazione della Corea.

### Stati Uniti
Il VJ Day è riconosciuto come una festa ufficiale nello stato del Rhode Island, il suo nome ufficiale è "Victory Day" (Giornata della Vittoria) e si osserva il secondo lunedì del mese di Agosto.